# Ottersdorf
Ottersdorf ist ein Dorf im mittelbadischen Teil der Oberrheinebene mit knapp 2500 Einwohnern. Es liegt zwischen dem Rhein und der Großen Kreisstadt Rastatt, zu der es seit 1971 als Ortsteil gehört. In der unmittelbaren Umgebung liegen die Dörfer Wintersdorf und Plittersdorf, mit denen zusammen es das sogenannte Ried bildet.

## Geographie
Ottersdorf liegt in der Oberrheinebene. Der Ortskern ist ungefähr 2,5 km vom Rhein entfernt, der dort die Grenze zu Frankreich bildet. Der Stadtkern von Rastatt ist ca. 3,5 km entfernt.
Das Gebiet um Ottersdorf wurde in seiner natürlichen Form in den Eiszeiten geschaffen. Der Rhein verläuft seither durch die Region, wechselte aber mehrfach seinen Flusslauf. So lag Ottersdorf zusammen mit den anderen Rieddörfern im Mittelalter über ein Jahrhundert lang auf einer Rheininsel. Erst seit der Rheinbegradigung im 19. Jahrhundert ist Ottersdorf mitsamt den anderen Rieddörfern endgültig rechtsrheinisch und damit Teil Badens.
Direkt nordöstlich des Ortskerns befindet sich der Lindensee, ein ehemaliger Baggersee, wo von 1939 bis 1956 Kies abgebaut wurde. Er wird heute als Badesee genutzt.
Ein weiterer, deutlich größerer Baggersee, ist der Kaltenbachsee. Diese befindet sich sudöstlich von Ottersdorf und ist nach wie vor in Betrieb. Dort wird Kies abgebaut. Er ist u. a. wegen brüchiger Böschungen zum Baden zu gefährlich. Seit 1. Mai 2023 ist er mit einem Badeverbot belegt. Um Verstöße zu verhindern, ist der See teilweise umzäunt und es können Bußgelder verhängt werden.

## Geschichte

### Gründung und erste Belege
Es ist anzunehmen, dass das Gebiet um Ottersdorf nicht von den Alemannen besiedelt wurde, als diese im 5. Jahrhundert in das Elsass kamen – möglicherweise, weil ihnen das Gebiet zu feucht war. Nach der Zurückdrängung der Alemannen durch die Franken unter König Chlodwig im Jahre 496 blieben diese in der Region. Die Franken kamen vom Niederrhein her und waren im Wasserbau versiert – es mag sein, dass diese Tatsache sie zur Besiedlung bewogen hat. Ein weiterer Hinweis sind die Ortsnamen im Ried. So gibt es auch ein Wintersdorf bei Trier und ein Plittersdorf bei Bonn. Es ist möglich, dass die fränkischen Soldaten den neu gegründeten Dörfern die Namen ihrer Heimatorte gaben. Eine Ansiedlung im 6. Jahrhundert kann daher angenommen werden. Die ersten urkundlichen Erwähnungen der Siedlungen im Ried stammen aus dem 8. Jahrhundert, als sie zur elsässischen Abtei Weißenburg gehörten, was bis um 1800 der Fall war.
Ottersdorf wird zum ersten Mal in einer Kaufurkunde erwähnt, bei der es sich wahrscheinlich um eine Fälschung aus dem 12. Jahrhundert handelt. Die beschriebenen Vorgänge werden allerdings als authentisch angesehen. Darin wird der Kauf von 40 Morgen neugerodetem Land in Ottersdorf durch die Kaiserin Adelheid beurkundet, der irgendwann zwischen 984 und 996 abgewickelt worden sein muss. Das wurde als Anlass genommen, im Jahr 1994 das 1000-jährige Ortsjubiläum zu feiern. Besagtes Land wurde der damaligen Abtei Selz geschenkt, zu dessen Einflussbereich lange Zeit das ganze Ried gehörte. Der genaue Verbleib der 40 Morgen ist unbekannt.
Jedoch gibt es deutlich ältere Belege, die auch auf Ottersdorf hindeuten. In einer von Johann Kaspar Zeuss im Jahr 1842 veröffentlichten Schenkungsurkunde aus den ältesten Beständen des Klosters Weißenburg wird dokumentiert, dass am 6. Januar 774 der Großgrundbesitzer Sigibald dem Abt des Klosters Ermbert, der auch Bischof von Worms war, mehrere Schenkungen der Beinheimer Gemarkung machte. Darunter waren auch die leibeigene Bauern Ortaharius bzw. Ortharius mit seiner Frau Nana samt Kindern und Winihiarius mit seiner Frau Sigihilda. Es wird angenommen, dass aus diesen Höfen die beiden Orte Ottersdorf und Wintersdorf entstanden.
In den folgenden Jahrhunderten sind schriftliche Zeugnisse rar. Die erste echte Urkunde über Ottersdorf stammt aus dem Jahr 1318. Zu der Zeit verkauften die beiden Ritter Albert Röder von Schauenburg und Albert Röder von Staufenberg (bei Offenburg) ihre Einkünfte aus dem Kirchenzehnten an den Straßburger Priester Johannes von Steinbach. Dabei werden erstmals alle fünf Riedorte erwähnt, darunter auch Ottersdorf.
Ab ungefähr 1310 bis um 1464 lag das Ried und damit Ottersdorf auf einer Rheininsel. Dadurch ergaben sich zwei Möglichkeiten zur Durchfahrt des Rheins, was zu Zollstreitigkeiten führte, da man so eine Zollstelle umfahren konnte. Daher wurde ein Rheinarm geschlossen, was in einer Urkunde von 1493/1494 berichtet wird. Durch den Bau des Dammes wurden die Riedorte ein Teil von Baden. Ihre Vergangenheit als Teil des Elsass wirkte aber noch lange nach. So finden sich im ursprünglichen Ottersdorfer Dialekt, der heute kaum noch gesprochen wird, deutliche Ähnlichkeiten mit den Mundarten des angrenzenden Elsass.
Im Jahr 1595 kam es zu einem Weidestreit mit dem Nachbardorf Wintersdorf. Den Ottersdorfer Bauern wurde vorgeworfen, sie würden unberechtigt ihr Vieh auf Rübenfelder der Wintersdorfer treiben. Letztere forderten daher, dass sie auch ihr Vieh über die Ottersdorfer Rübenfelder treiben dürfen. Ein Zollschreiber aus Hügelsheim wurde dazu bestellt, um den Streit zu schlichten. Es stellte sich heraus, dass die Rübenäcker der beiden Dörfer direkt nebeneinander lagen. Allerdings führte ein Allmandweg durch das umstrittene Gebiet. Weiterhin hätten die Wintersdorfer teilweise auch Äcker auf Ottersdorfer Gemarkung. Der Unparteiische empfahl, den Ottersdorfern für das laufende Jahr ihre Äcker zu belassen, da der Rhein viel Land überspült hatte und die Ottersdorfer aus der Not heraus die Rüben gesät hätten. Für die kommenden Jahre empfahl er, dass die beiden Dörfer gemeinsam festlegten, wo Rüben anzubauen seien.

### Ottersdorf während der Kriege vom 16. bis 18. Jahrhundert
Bereits im Jahr zuvor, 1594, war die katholische Markgrafschaft Baden-Baden von der evangelischen Markgrafschaft Baden-Durlach besetzt worden. Markgraf Georg Friedrich von Baden-Durlach war ein Verfechter der Protestanten und rüstete auf, was mit Hilfe angeblich freiwilliger Spenden finanziert wurde – auch in Ottersdorf wurden diese eingetrieben. Als der Dreißigjährige Krieg im Jahr 1618 ausbrach, wurde auch Ottersdorf in Mitleidenschaft gezogen. Nachdem der Markgraf am 6. Mai 1622 bei Wimpfen eine Niederlage gegen die bayerischen Truppen hatte einstecken müssen, fielen diese schon im Juni in die Markgrafschaft ein. Allerdings wurde das Ried durch den damals breiteren Altrhein vor einer Besetzung bewahrt. Markgraf Wilhelm von Baden trat sein Erbe an, und die Besetzung durch Baden-Durlach war somit beendet. Die zwischenzeitlich entstandenen Schäden wurden aufgelistet und Baden-Durlach in Rechnung gestellt. Der Mangel an vielen Dingen ist bis zum Ende des Krieges 1648 dokumentiert.
Zu Beginn des Holländischen Kriegs (1672 bis 1679) hatte Ottersdorf ungefähr 200 Einwohner in 39 Haushalten. Nach dem Krieg waren es lediglich 35 Bürger. Am schwersten in Mitleidenschaft gezogen wurde das Dorf allerdings im Pfälzischen Erbfolgekrieg (1688 bis 1697): Es wird berichtet, dass am Vormittag des 30. August 1689 die drei Rieddörfer von der Besatzung von Fort-Louis niedergebrannt worden seien. Daraufhin lagen fast alle Häuser in Schutt und Asche. Es folgten Plünderungen durch Husaren und die französische Armee. Teilweise wurden die Schäden erst dreißig Jahre später beseitigt.
Auch in den folgenden Kriegen wurde Ottersdorf in Mitleidenschaft gezogen. Auch wenn diese nicht mehr so verheerend waren wie 1689, so waren die wirtschaftlichen Schäden doch erheblich.

### 19. Jahrhundert

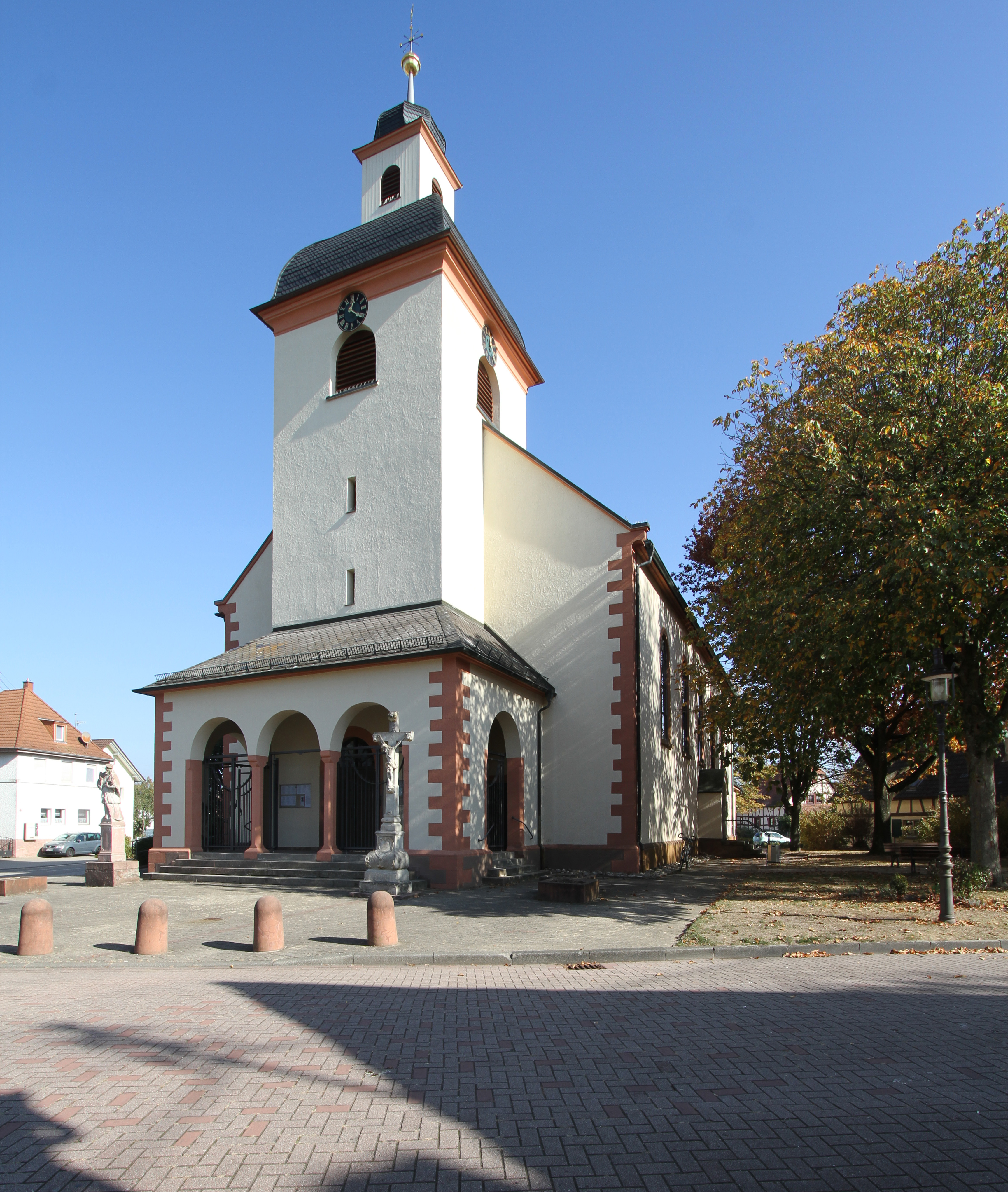
Katholische Kirche St. Ägidius

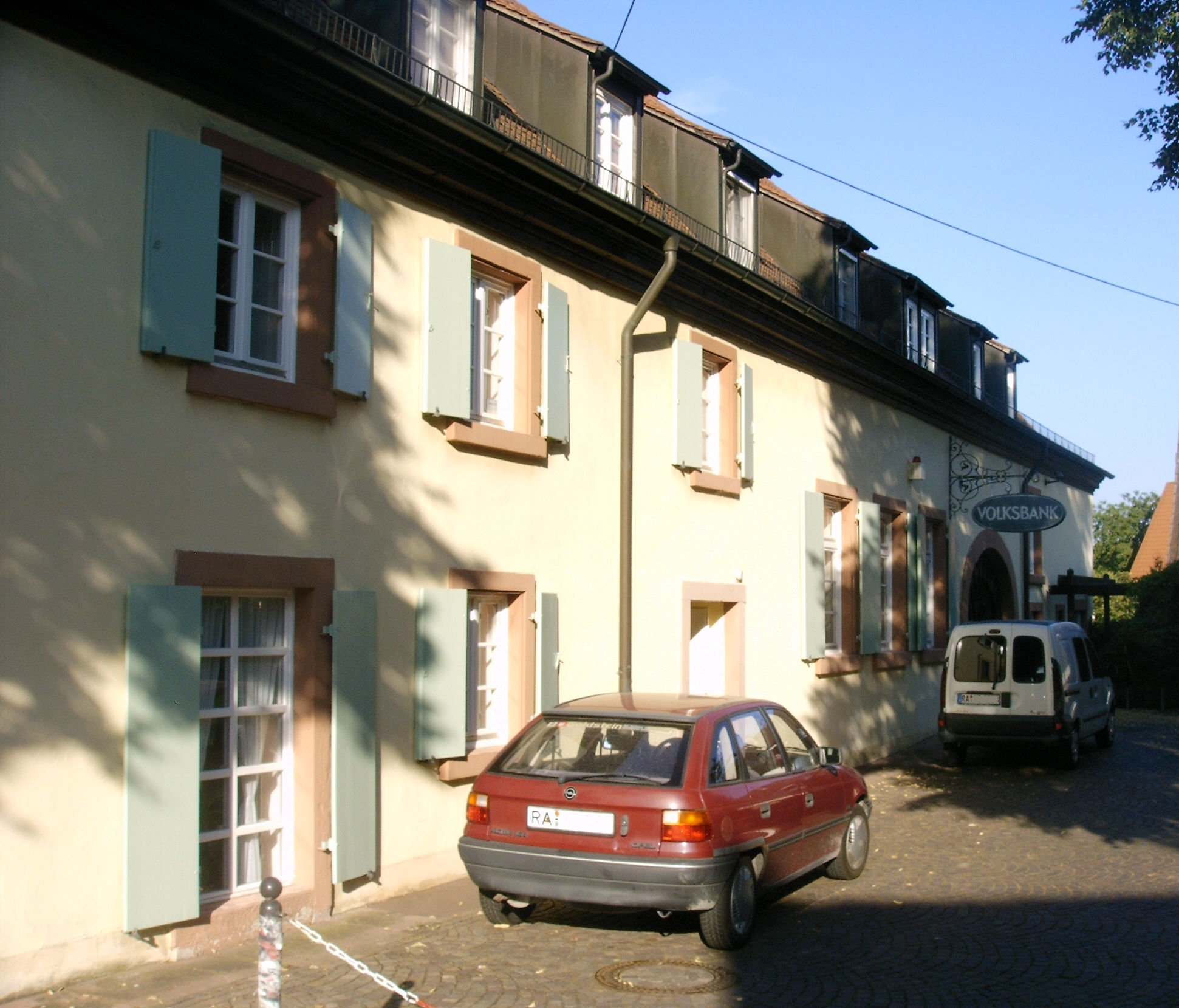
Altes Rathaus (bis 1910), von 1986 bis ca. 2020 Filiale der Volksbank

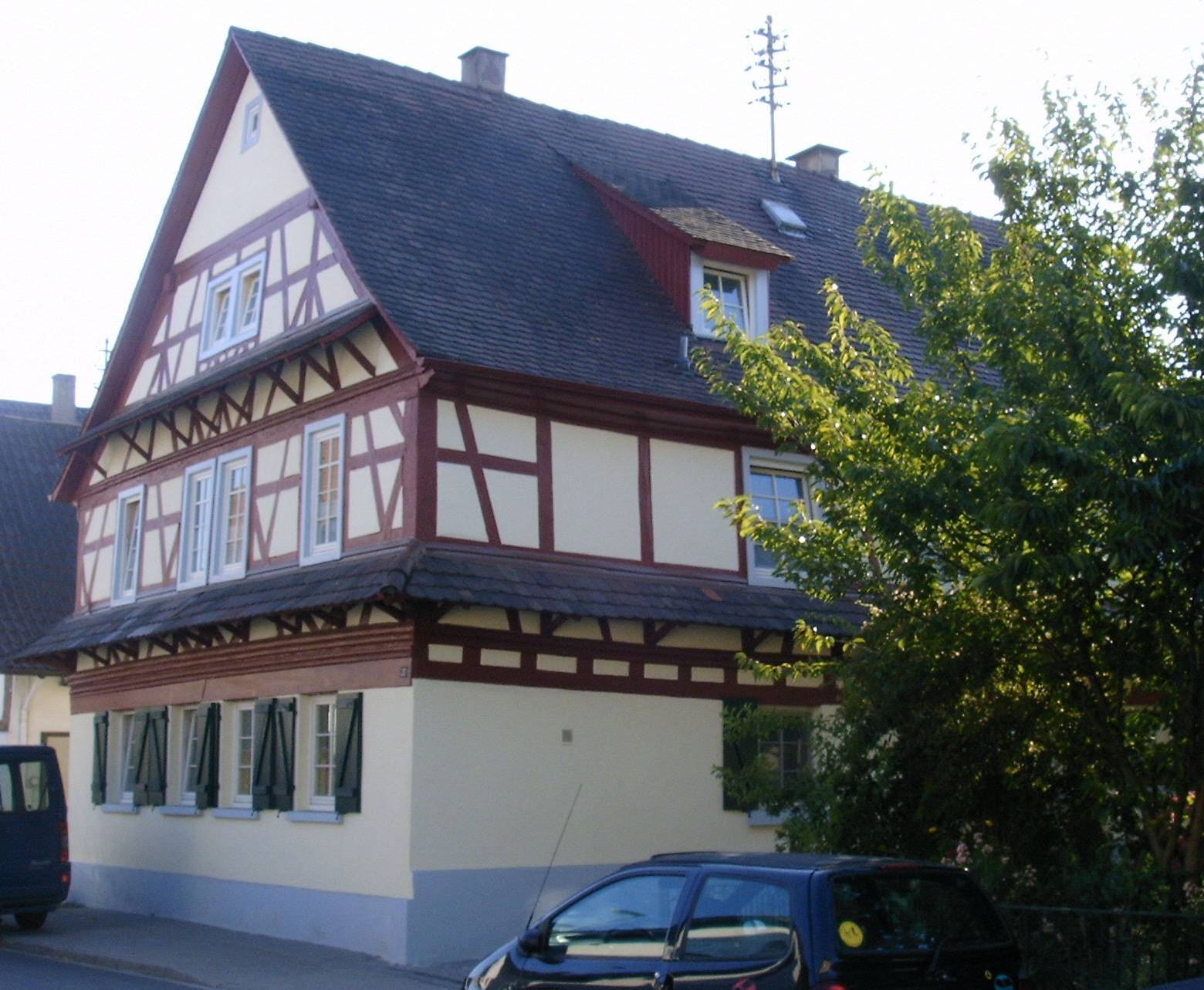
Wilhelmstraße 20, bis 1840 Schulhaus

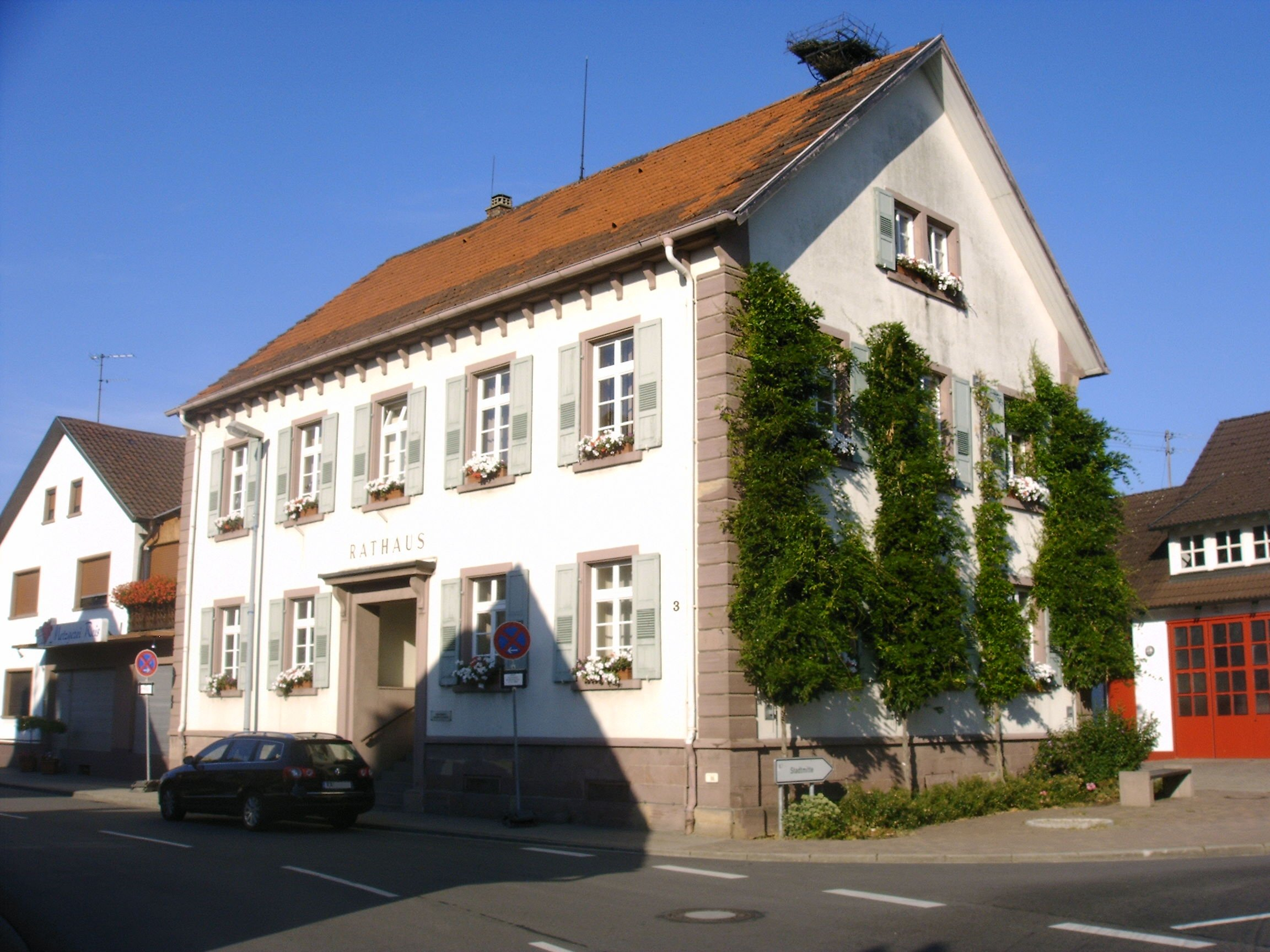
Rathaus, von 1840 bis 1910 Schulhaus

Ab 1820 entstanden drei Gebäude, die noch heute das Ortsbild prägen. Diese sind das Pfarrhaus (1826), die Kirche (1833/1834) und das Rathaus (1839/1840). Waren bis dahin kaum Steinhäuser im Dorf gestanden, wurden ab jetzt keine reinen Holzhäuser mehr errichtet. Das einzige mittelalterliche Gebäude zu jener Zeit, die Kirche, wurde durch den erwähnten Neubau ersetzt. Die Skizzen der alten Kirche gingen im Zweiten Weltkrieg verloren.
Ebenfalls ab 1820 gibt es jährliche Berichte, die die Vorgänge im Dorf recht genau belegen. Im Rahmen des Neubaus der Bundesfestung in Rastatt zogen viele Festungsarbeiter nach Ottersdorf. Die Gemeinde musste große Mengen Land abholzen lassen, damit man von der Festung aus freies Schussfeld haben würde.
1832 wurde in ganz Baden eine Gemeindereform durchgeführt, wodurch der vormalige Titel des Schultheißen abgeschafft und die Einrichtung des Bürgermeisters beschlossen wurde. Daher gab es auch in Ottersdorf ab diesem Jahr Bürgermeister.
Das Jahr 1847 war wie in vielen Teilen des Landes von großer Not geprägt, was auch Auslöser der Märzrevolution war. Die Revolutionsjahre 1848 und 1849 selbst verliefen nicht ruhig in Ottersdorf. Es gab großen Streit mit dem Pfarrer Georg Philipp Hehn, der auch von der politischen Wende im Land beeinflusst war. Hehn war offenkundig Gegner der Republik, was anscheinend nicht dem Willen der Ottersdorfer entsprach. Letztlich wurde Hehn am 4. April 1848 gewaltsam vertrieben. Ottersdorfer nahmen auch auf Seiten der Revolutionäre an den Kampfhandlungen teil. Im Juni 1849 wurde in Ottersdorf eine Bürgerwehr aufgestellt, die zunächst aus 26 Männern bestand. Bei der Belagerung der Bundesfestung Rastatt, die letztlich das Ende der Revolution besiegelte, quartierten sich preußische Truppen im Ort ein, die man versorgen musste. In der Folge mussten alle Waffen abgegeben werden, und es wurden Ermittlungen angestellt, wer an der Revolution teilgenommen hatte.
Der Deutsch-Französische Krieg verlief für Ottersdorf glimpflich – es wurden 20 Dorfbewohner eingezogen, die aber alle zurückkehrten.
Im anschließenden Kaiserreich erlebte Ottersdorf einen Wandel. Die Zahl der Pendler und Feierabendwirte nahm zu. Die Kirche wurde renoviert, eine Postagentur wurde eingerichtet, ein Schulhaus gebaut, und die Zahl der Einwohner stieg über 1000.

### Erster Weltkrieg
Bei Beginn des Ersten Weltkrieges verschlechterte sich die Situation nach und nach. So mussten schon 1914 die 226 Kinder der Ottersdorfer Schule von nur zwei Lehrern unterrichtet werden. Anfangs spendeten die Einwohner reichliche Lebensmittel für die Armee. Die ersten Toten waren bald zu beklagen – am 7. Oktober 1914 wurden die ersten beiden Ottersdorfer Soldaten auf dem Friedhof beerdigt. 7 weitere sollten ihnen folgen. 40 Ottersdorfer Soldaten sind in fremder Erde bestattet worden. Der Soldat Otto Groß starb 1921 an den Folgen von im Krieg erlittenen Gasvergiftungen. Zum Kriegsende hin wurde die Verbitterung über den Kaiser und die Reichsregierung immer größer. Bis zum 21. November 1918 war die Plittersdorfer Schiffbrücke für die rückkehrenden deutschen Truppen geöffnet, so dass sie auch durch das Ried zurück ins Land strömten. Einige Soldaten wollten sogar aus Verärgerung über den Kaiser ein Straßenschild „Wilhelmstraße“ herunterschlagen.

### Zwischenkriegszeit
1921 wurde Ottersdorf mit elektrischen Straßenlampen ausgestattet und nach und nach die meisten Häuser an das Stromnetz angeschlossen. Ein Zahnarzt eröffnete seine Praxis und die Turnerschaft Ottersdorf wurde gegründet. Die Arbeitslosigkeit stieg zu Beginn der 1930er-Jahre überall, so dass viele Ottersdorfer im Elsass arbeiteten. Die NSDAP erhielt ab 1930 zunehmend Stimmen bei Reichstagswahlen.
Als die Nationalsozialisten 1933 die Regierung übernahmen, wurden drei Vereine aufgelöst, die von den Machthabern als sozialistisch angesehen wurden. Im Einzelnen waren das der Arbeitergesangverein „Freundschaft“, der Arbeiterfahrradverein „Solidarität“ und der Arbeiterturnverein „Frei Heil“ (gegründet 1913). Ihr Vermögen wurde vom Staat eingezogen, Turngeräte gingen an die Turnerschaft Ottersdorf. Die NSDAP richtete Ortsgruppierungen ein und hielt vierteljährlich, später monatlich Versammlungen ab. Auch wenn bei der Volksabstimmung über das Staatsoberhaupt des Deutschen Reichs am 19. August 1934 noch 187 Ottersdorfer mit Nein stimmten, so nahm die Vereinnahmung des dörflichen Lebens durch die nationalsozialistische Propaganda zu: der Volkstrauertag wurde von NS-Gruppierungen besucht, Filmvorführungen mit propagandistischen Filmen durchgeführt und das Winterhilfswerk sammelte im Ort.
Beim Bau des „Westwalls“ wohnten ab 12. Juli 1938 viele Arbeiter aus anderen Teilen Deutschlands im Ort. 25 Bunker wurden in dieser Zeit auf Ottersdorfer Gemarkung errichtet, die 1939 mit unterirdischen Fernsprechkabeln verbunden wurden. Hitler selbst besichtigte die Anlagen am 18. Mai 1939 und fuhr dabei durch die Riedorte Plittersdorf, Ottersdorf und Wintersdorf. Im Zusammenhang mit den Baumaßnahmen entstanden 1938 beim Sportplatz Baracken.

### Zweiter Weltkrieg
Wegen der Grenznähe verschickte man schon kurz nach Kriegsbeginn viele Kinder zu deren Schutz ins Landesinnere. Schon ab 28. August 1939 wurden Lebensmittelkarten eingeführt, was bis zum 1. März 1950 Bestand hatte. Daher wurden alle brauchbaren Grundstücke in dieser Zeit in Äcker umgewandelt. Anfangs war die Unterstützung des Nazi-Regimes noch recht groß, aber als 1941 der Krieg gegen Russland begann, schwand sie langsam. Das wurde auch dadurch verstärkt, dass Maßnahmen wie das Einschmelzen der größten Kirchenglocken durchgeführt wurden. 1917 hatte man immerhin noch die historisch wertvolle größte Glocke verschont. Gleichzeitig nahmen die Bombenangriffe in der Gegend zu. Ende 1942 kamen 12 Menschen in Iffezheim um. Am 16. Januar 1945 fand der heftigste Angriff statt, bei dem Dutzende von Bomben im Bereich um den Friedhof abgeworfen wurden. Ein Blindgänger dieses Angriffs wurde über fünfzig Jahre später bei der Errichtung des Neubaugebiets Muhrwinkel entdeckt. Zur Entschärfung wurde er zunächst mit flüssigem Stickstoff abgekühlt, konnte dann aber sicher entfernt werden.
Während des Krieges war nur ein polnischer Kriegsgefangener in Ottersdorf tätig. Er arbeitete bei der Wagnerei Götz. Ab 1943 kamen zunehmend Kinder, Ausgebombte und alte Leute aus weiter nördlich gelegenen Großstädten nach Ottersdorf, weil hier die Bedrohung für sie geringer war.
Im Herbst 1944 wurden unter Heranziehung von Jugendlichen des Ortes Verteidigungsanlagen gebaut, da die Westfront immer näher rückte. Am 12. Dezember 1944 kam es zu einem ersten Granatenbeschuss. Tags darauf wurde Seltz im Elsass von amerikanischen Truppen besetzt. Bei der folgenden deutschen Gegenoffensive Unternehmen Nordwind wurden diese aber nochmals bis Hagenau zurückgedrängt, so dass auch am 17. Januar 1945 die Beschießung Ottersdorfs aufhörte. Am 18. März 1945 fiel Seltz erneut in die Hände der Amerikaner. In Ottersdorf wurden Panzersperren aus Baumstämmen errichtet, aber am 11. April 1945 wurde von der Ortsverwaltung bekanntgegeben, dass man die Gegenstände aus den Schutzbunkern mitnehmen dürfe. Tags darauf wurde der Ort von französischen Truppen besetzt.

### Besatzungszeit
Der französische Ortskommandant wählte zunächst das Pfarrhaus zu seinem Sitz. Es wurden Listen über die Bestände der Dorfbewohner gemacht. Deutsche Soldaten und Volkssturmleute wurden als Gefangene abtransportiert. Manche von ihnen kehrten erst 1948 zurück. 1955 kehrte mit Friedrich Jung der letzte Kriegsgefangene zurück.
Bis zum 28. Juni 1945 war der Kohlenhändler Anton Müller als kommissarischer Bürgermeister eingesetzt. Ihm folgte bis 6. Oktober 1946 der Maschinenbaumeister Karl Schreiner. Zu dieser Zeit war die Gründung von Parteien wieder erlaubt, so dass am 15. September 1946 die erste Gemeinderatswahl stattfinden konnte. Dieses Gremium wählte auch den Bürgermeister. Als Sieger ging Wendelin Götz hervor, der 1948 – dann in einer Direktwahl – wiedergewählt wurde und letztlich bis 1978 (ab 1971 nur noch als Ortsvorsteher) im Amt blieb. Die Besatzer waren in der Bevölkerung sehr unbeliebt, da die verhängten Maßnahmen der Militärregierung oft sehr hart für die Zivilbevölkerung waren und seitens der Franzosen nach der schmachvollen Niederlage 1940 eine starke Abneigung gegenüber den Deutschen bestand.
Zahlreiche heute im Dorf integrierte Familien kamen erst nach dem Krieg als Flüchtlinge aus der sowjetischen Besatzungszone nach Ottersdorf.

### Nachkriegszeit

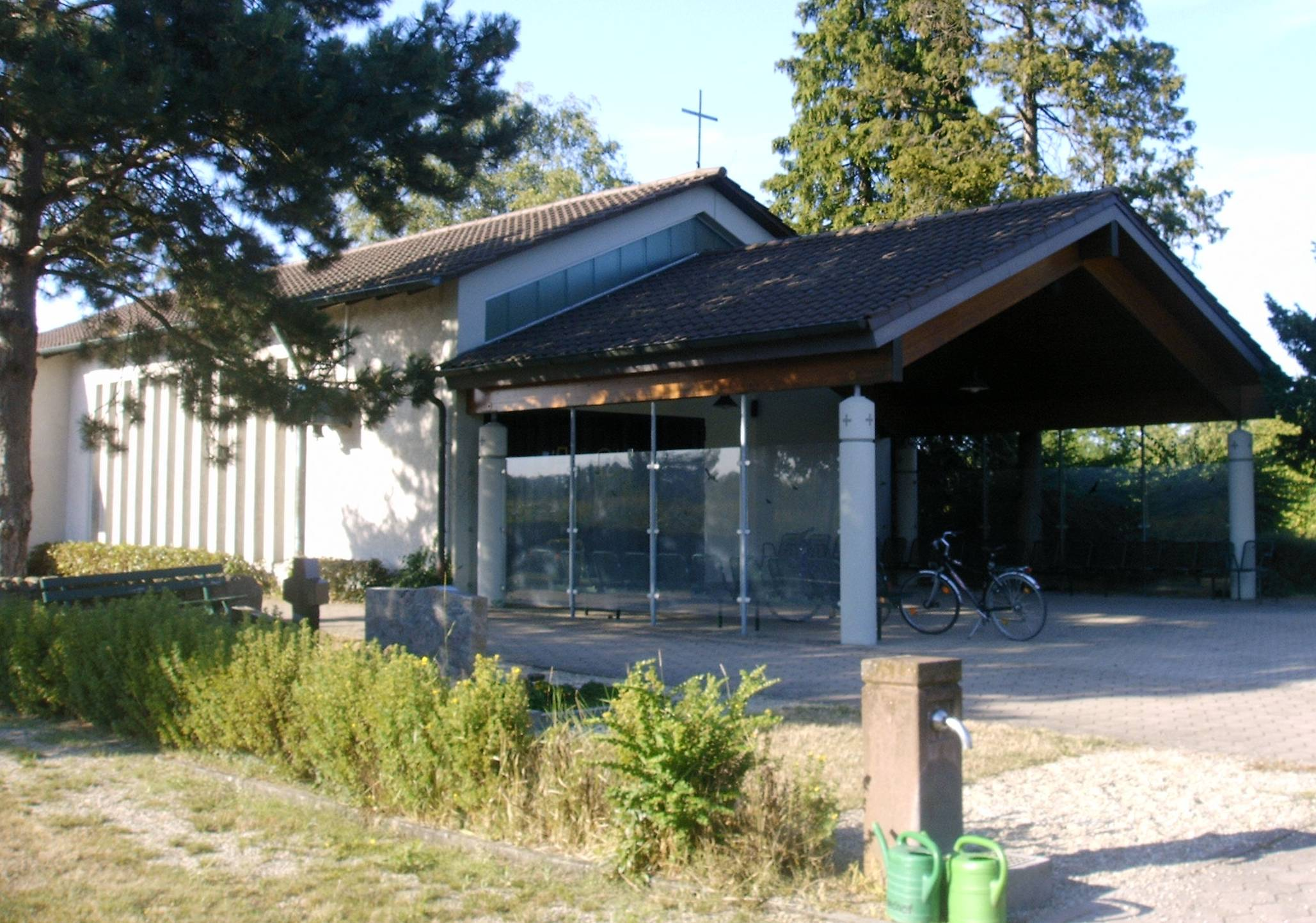
Leichenhalle von 1968 mit Anbau von 1987

1950 zog die Gemeindeverwaltung in das heutige Rathaus um. Das alte Rathaus beherbergte von 1986 bis ca. 2022 die örtliche Filiale der Volksbank. In den folgenden Jahren begann der langsame Ausbau des Ortes. 1959 wurde das Neubaugebiet Blumenstraße (heute Nordstraße) und Rosenstraße erschlossen, 1963 das Feuerwehrhaus gebaut. Erst 1966 wurde der Ort an die Kanalisation angeschlossen. Im folgenden Jahr wurden die erste Telefonzelle eingerichtet und das Clubhaus des Fußballvereins sowie die Leichenhalle beim Friedhof gebaut. Erst 1970 wurde eine freiwillige Müllabfuhr eingerichtet. Am 1. Dezember 1971 wurde Ottersdorf nach Rastatt eingemeindet. Seither ist der Ort ein Ortsteil der Stadt und hat einen Ortsvorsteher statt eines Bürgermeisters. 1978 wurde Erich Stüber Nachfolger von Wendelin Götz als Ortsvorsteher. Im gleichen Jahr überschritt der Ort die Marke von 2000 Einwohnern. Bis 1988 wurde das Neubaugebiet Streibelgrund komplett erschlossen. 1994 wurden im Ort Erdgasleitungen verlegt.
1994 beging Ottersdorf sein 1000-jähriges Bestehen mit umfangreichen Feierlichkeiten, darunter auch das mittlerweile traditionelle Aufstellen des Maibaums am Kirchplatz. Ende 2006 überschritt die Einwohnerzahl die 2500er-Marke, wenn auch nur vorübergehend.

## Bevölkerung

### Einwohnerentwicklung
| Jahr              | Einwohnerzahlen |
| ----------------- | --------------- |
| 06. Juni 1961     | 1615            |
| 27. Mai 1970      | 1741            |
| 30. Juni 2003     | 2328            |
| 30. Juni 2004     | 2335            |
| Ende 2006         | 2500            |
| 30. Juni 2007     | 2380            |
| 31. März 2008     | 2490            |
| 30. Juni 2010     | 2322            |
| 31. Dezember 2012 | 2418            |

Zuzüge im Zeitraum von 2004 bis 2008: 944
Wegzüge im gleichen Zeitraum ähnlich hoch.

### Demographie
Die folgenden Angaben beziehen sich auf die Bevölkerungsstatistik mit Stand vom 31. März 2008.

#### Geschlechter
Anteil an der Bevölkerung:
- Frauen: 51,12 %
- Männer: 48,88 %

## Religionen
Wie im Gebiet um Rastatt üblich ist die Mehrheit der Bevölkerung katholisch. Bis zum Zweiten Weltkrieg gab es fast keine Protestanten in Ottersdorf – 1904 lebte gerade mal ein evangelischer Christ im Ort. Im Laufe des Krieges kamen einige durch Einheirat hinzu. Durch die anschließenden Wanderbewegungen nahm ihr Anteil zu.
Laut Statistik waren 2008 noch 65,6 % der Bevölkerung katholisch. 15,4 % sind evangelisch. 2,69 % der Kinder sind nicht getauft. Muslime und sonstige Religionsgruppen machten 0,04 % aus.
Es gibt heute zwei Kirchengemeinden in Ottersdorf.

### Katholische Kirchengemeinde Iffezheim-Ried
Die Ottersdorfer Kirchengemeinde war über Jahrhunderte für das ganze Ried zuständig. Ursprünglich befand sich die Kirche der Rieddörfer im elsässischen Seltz. Nachdem diese im Jahr 1307 zerstört worden war, als der Rhein sein Flussbett verlegte und damit auch das Ried von Seltz trennte, wurde es zu beschwerlich für die Bewohner des Rieds, die Seltzer Pfarrkirche zu erreichen. Sie wandten sich daher mit Unterstützung des Markgrafen Rudolf VI. an Papst Gregor XI. Am 9. Mai 1371 genehmigte dieser die Errichtung einer Kaplanei in Ottersdorf. Am 20. Juni desselben Jahres erfolgte die Zustimmung aus Seltz, am 14. Januar 1376 schließlich die vom Bischof in Straßburg. Über die ersten Jahre des Bestehens ist wenig überliefert. Ab 1412 gab es Bestrebungen, Ottersdorf zur Pfarrei für die Rieddörfer zu erheben, was am 24. Juli 1413 durch den Gegenpapst Johannes XXIII. geschah. Am 2. Januar 1415 zwischen der Abtei Seltz und dem badischen Markgrafen Bernhard I. legte die Details fest, womit die Gründung endgültig beschlossen wurde. In den Jahren 1418/19 wird Johannes Hertenberg als Pfarrer erwähnt, der wahrscheinlich aus dem Elsass kam und vermutlich der erste Pfarrer der Ottersdorfer Pfarrei war.
Die Katholische Pfarrgemeinde Sankt Ägidius war bis 2007 eine eigenständige Gemeinde für die Katholiken in Ottersdorf. Wegen des Priestermangels wurden im Erzbistum Freiburg ab 2000 die Pfarreien nach und nach zu Seelsorgeeinheiten zusammengefasst. Im Jahr 2007 bildeten die Pfarreien St. Michael Wintersdorf und St. Ägidius Ottersdorf zusammen mit der Gemeinde St. Birgitta Iffezheim die Seelsorgeeinheit Iffezheim-Ried. Am 1. August 2012 kam auch die Pfarrei St. Jakobus Plittersdorf hinzu. Seit 1. Januar 2015 sind alle vier Pfarreien in der Katholischen Kirchengemeinde Iffezheim-Ried zusammengefasst. Die Gemeinde gehört zum Erzbistum Freiburg.
Ottersdorf hatte über den Lauf der Jahrhunderte zwei Kirchengebäude an der heutigen Stelle.
Von der früheren Kirche ist eine Beschreibung aus dem Jahr 1777 erhalten, das in lateinischer Sprache berichtet. Offenkundig waren die Innenproportionen des Gebäudes sehr ungünstig, da das Kirchenschiff breiter als lang und das Langhaus teilweise um den Kirchturm herum gebaut war. 1833 riss man es ab und baute die heutige Kirche Sankt Ägidius im romanischen Stil.
Ihr Turm hat eine Höhe von 28 Metern. Er ist mit vier Glocken ausgestattet.
Bislang wurde die Kirche zweimal restauriert. 1884 führte der Dekorationsmaler Flick aus Bühl die Arbeiten durch, im Jahr 1938 dann Josef Wagenbrenner aus Rastatt. 1978 erhielt die Kirche an der Nordseite einen Anbau nach Plänen des damaligen Pfarrers Wolfgang Storf. Heute dient er als Sakristei.
Aus ungeklärten Gründen wurde die Kirche nach dem Bau nur gesegnet, nicht geweiht. Erst 150 Jahre später, am 25. November 1984, wurde die Weihe nachgeholt.
2015 wurde die Kirchturmspitze erneuert, da das Holz im alten Kirchturm stark angegriffen war. 2020 musste die Kirche gesperrt werden, da wegen Fäulnis der Dachbalken Einsturzgefahr bestand.
Weiterhin verfügt die Katholische Kirche über das Pfarrhaus an der Kreuzung Rheinstraße/Wilhelmstraße, welches unter Denkmalschutz steht, und ein Gemeindehaus in der Nordstraße, welches auch eine Kegelbahn beherbergt und dessen großer Saal auch von örtlichen Vereinen sowie als Wahllokal genutzt wird. Wie im Mai 2022 bekannt wurde, soll das Pfarrhaus verkauft werden und das Gemeindehaus abgerissen werden. An der Stelle von letzterem soll eine Seniorenzentrum entstehen, in dem die Kirchengemeinde Räume erwerben will.

### Evangelische Kirchengemeinde „Paul Gerhardt“
Den evangelischen Christen war zwar angeboten worden, die katholische Kirche für Gottesdienste zu nutzen, aber die kleine Menge kam sich dort recht verloren vor. 1952 entstanden die ersten größeren Gemeindestrukturen, wodurch die Ottersdorfer Teil der „Evangelischen Gemeinde Wintersdorf“ wurden, die wiederum eine Filialgemeinde von Rastatt war. Die Protestanten in Ottersdorf sind seither in einer Kirchengemeinde zusammen mit den evangelischen Christen in den Orten Wintersdorf, Iffezheim und Hügelsheim. 1964 wurde der Grundstein für eine eigene Kirche in Iffezheim gelegt. Diese wurde im März 1965 eröffnet. 1980 benannte man sich um in „Evangelische Paul-Gerhardt-Gemeinde Iffezheim, Hügelsheim, Ottersdorf, Wintersdorf“. Bis 1987 fanden Gottesdienste in Räumen der Grundschule statt. Überlegungen zu einer eigenen Kirche gab es schon länger, aber erst durch ein Angebot der Volksbank, deren ehemalige Filiale in der Weststraße zu kaufen, wurde das möglich. Es wurden ein Gemeinderaum und eine Wohnung für die Kirchendienerin geschaffen, was aber bald zu klein wurde. Nach weiteren Umbauten verfügt die Gemeinde seit 1990 über ein Gemeindezentrum mit zusätzlichem Gemeinderaum und einer kleinen Kirche.

## Politik
Seit der Eingemeindung in die Stadt Rastatt gibt es einen Ortschaftsrat für die Belange des Ortsteils, der auch den Ortsvorsteher wählt, welcher dieses Amt nebenberuflich ausübt. Weiterhin werden die Ottersdorfer von zwei Gemeinderäten im Gemeinderat der Stadt Rastatt vertreten.

Die Kommunalwahl 2024, welche eigentlich am 9. Juni 2024 stattgefunden hatte, musste u. a. in Ottersdorf wiederholt werden, da eine erhebliche Anzahl der beantragten Briefwahlunterlagen nicht ordnungsgemäß bearbeitet worden war. Wähler, die Briefwahl beantragt hatten aber mangels Briefwahlunterlagen dennoch am Wahltag im Wahllokal erschienen, wurden abgewiesen. Das Regierungspräsidium Karlsruhe ordnete eine Wiederholung der Wahl an, welche am 20. Oktober 2024 stattfand.

### Vertretung im Gemeinderat
Bis 2023 standen Ottersdorf durch die sogenannte unechte Teilortswahl garantiert zwei Plätze im Rastatter Gemeinderat zu. Dies wurde im Juli 2023 abgeschafft, da die Ortsteile hierdurch im Vergleich zur Kernstadt überrepräsentiert waren, was in bestimmten Fällen zur Ungültigkeit der Wahl führen kann, wie z. B. nach der Wahl 2019 in Tauberbischofsheim geschehen. Künftig werden alle Rastatter Bürger gleichgestellt.
Bei den Gemeinderatswahlen 2019 wurden Ortsvorsteher Stefan Lott (CDU, 3682 Stimmen) und Nicole Maier-Rechenbach (SPD, 2510 Stimmen) in den Rastatter Gemeinderat gewählt. Beide waren auch schon 2014 gewählt worden.

### Ortschaftsrat
Traditionell sind die CDU, SPD und die Freien Wähler im Ortschaftsrat vertreten. Während die CDU zumeist die stärkste Fraktion bildete, wurde sie 2024 nur noch Zweitplatzierte. Bei der Wahl 2024 trat erstmal die FDP als vierte Partei an, konnte aber keine Mandate gewinnen.
Die Ergebnisse der Wahlen 2024, 2019, 2014, 2009 und 2004:
| Partei | 2024    | 2024    | 2024  | 2019    | 2019    | 2019  | 2014    | 2014    | 2014  | 2009    | 2009    | 2009  | 2004    | 2004    | 2004  |
| Partei | Stimmen | Anteil  | Sitze | Stimmen | Anteil  | Sitze | Stimmen | Anteil  | Sitze | Stimmen | Anteil  | Sitze | Stimmen | Anteil  | Sitze |
| ------ | ------- | ------- | ----- | ------- | ------- | ----- | ------- | ------- | ----- | ------- | ------- | ----- | ------- | ------- | ----- |
| CDU    | 2446    | 26,14 % | 3     | 4711    | 39,75 % | 4     | 4518    | 48,91 % | 5     | 4525    | 46,25 % | 5     | 4583    | 47,48 % | 5     |
| SPD    | 1895    | 20,25 % | 2     | 3202    | 27,01 % | 3     | 2683    | 29,04 % | 3     | 2939    | 30,22 % | 3     | 2701    | 27,98 % | 3     |
| FW     | 4872    | 52,07 % | 5     | 3940    | 33,24 % | 3     | 2037    | 22,05 % | 2     | 2262    | 23,26 % | 2     | 2368    | 24,53 % | 2     |
| FDP    | 144     | 1,54 %  | 0     | -       | -       | -     | -       | -       | -     | -       | -       | -     | -       | -       | -     |

Ortsvorsteher ist Pascal Uhrig von den Freien Wählern.

## Bildung
Ottersdorf verfügt über eine Grundschule sowie einen städtischen Kindergarten.

### Grundschule Ottersdorf

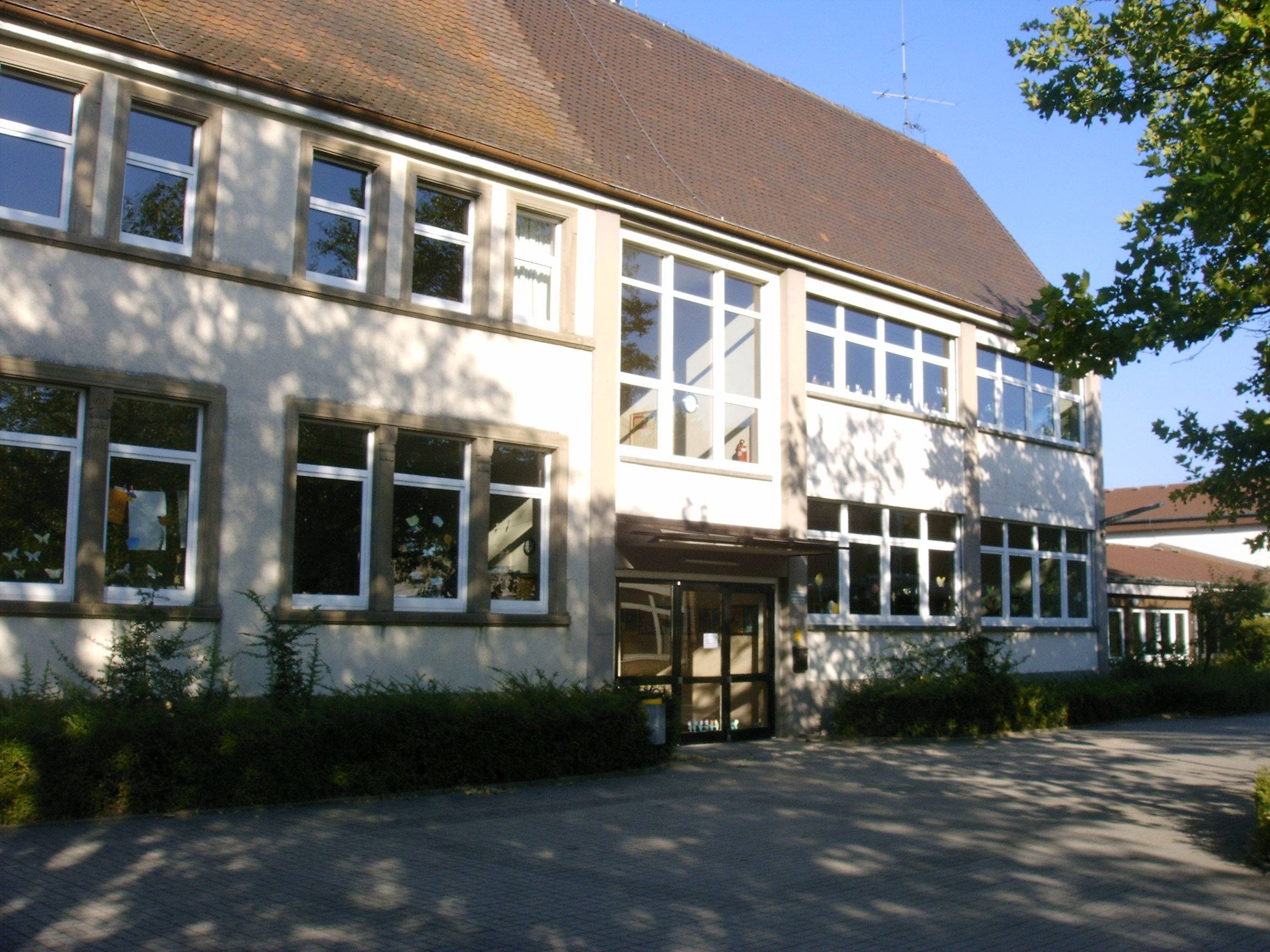
Altes Schulhaus (ab 1910), rechts im Hintergrund der Anbau von 1955

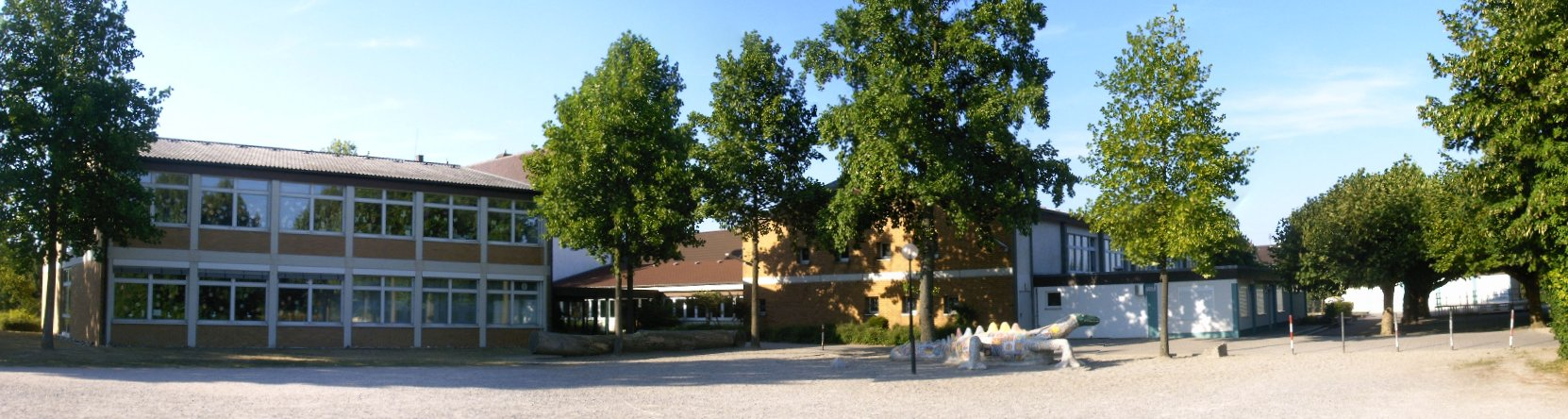
Anbau des Schulhauses (1980), rechts Mehrzweckhalle von 1955 (Bild von 2006 noch ohne Anbau der Kinderschule)

Vermutlich wurde schon seit dem 15. Jahrhundert Unterricht durch die jeweiligen Pfarrer erteilt. Die ersten Lehrer, von denen auch urkundliche Zeugnisse vorliegen, wurden ab 1704 angestellt. Im Jahr 1836 wurde eine Hauptlehrerstelle eingerichtet, ab 1858 zusätzlich eine Unterlehrerstelle. Letztere sollte 1874 in eine zweite Hauptlehrerstelle umgewandelt werden. Der Gemeinderat und der Ortsschulrat erbaten sich Zeit, um eine Wohnung für den Lehrer einzurichten. So wurde ab 1875 ein zweiter Hauptlehrer eingestellt. Waren es 1838 erstmals über 100 Schüler, so wurde die 200er-Grenze erstmals im Jahr 1888 überschritten. 1911 wurde neuerlich eine Unterlehrerstelle geschaffen. 1914 kam vorübergehend eine neue hinzu, die aber wegen des Ersten Weltkrieges bis 1919 unbesetzt blieb. Später wuchs die Ottersdorfer Schule weiter an Lehrkräften.
In der Folge der Gemeindereform wurde Wintersdorf eine Hauptschule zugeteilt, während Ottersdorf die Grundschule erhielt. Seit dem Schuljahr 1967/1968 gehen daher auch die Wintersdorfer Grundschüler in die Ottersdorfer Schule. Die Schülerzahlen stiegen in den 1970er-Jahren auf rund 230, fielen aber seither und pendeln nun zwischen 150 und 200.
Die Schule war bis 1840 in dem Haus Wilhelmstraße 20 untergebracht. Bis 1910 wurde der Unterricht im heutigen Rathaus abgehalten. Seit 1910 wird das heutige Gebäude am Ortsausgang Richtung Wintersdorf genutzt, das 1955 mitsamt einer Turnhalle erweitert wurde. 1974 wurde die Turnhalle in eine Mehrzweckhalle umgebaut. 1980 erhielt die Schule einen Anbau, der später für einen kleinen Skandal sorgte, da das Gebäude hochgradig mit Formaldehyd belastet war.
Seit 2005 wird eine Klasse im Rahmen eines Schulversuchs pro Jahrgang zweisprachig in Deutsch und Französisch unterrichtet, was derzeit (Stand 2014) ungefähr die Hälfte der Schüler ausmacht. Durchgeführt wird das teilweise von speziell geschulten Lehrkräften sowie einem Austauschlehrer aus Frankreich. Die Schüler können auch ein Diplôme d’Etudes en langue française im Rahmen des DELF-DALF-Programms ablegen. Allerdings soll der Schulversuch nach Planungen des Kultusministeriums Baden-Württemberg nicht verlängert werden. Am 27. Juni 2022 wurde vom Rastatter Gemeinderat beschlossen, ab dem Schuljahr 2023/24 eine Zweigstelle der Schule in der ehemaligen Hauptschule Wintersdorf einzurichten. Dies wird das Ende des bilingualen Zugs mit sich bringen, da hierdurch nur noch eine Klasse pro Jahrgang bestehen wird. Voraussetzung für den bilingualen Zug ist jedoch, dass parallel auch ein einsprachiges Angebot besteht. Andere Rastatter Grundschulen haben abgelehnt, das Angebot fortzuführen.
Im Jahr 2018 wurde die Mehrzweckhalle saniert und der dahinterliegende Platanenplatz, der als Schulhof und Ort für Dorffeste dient, erneuert.

### Kindergarten

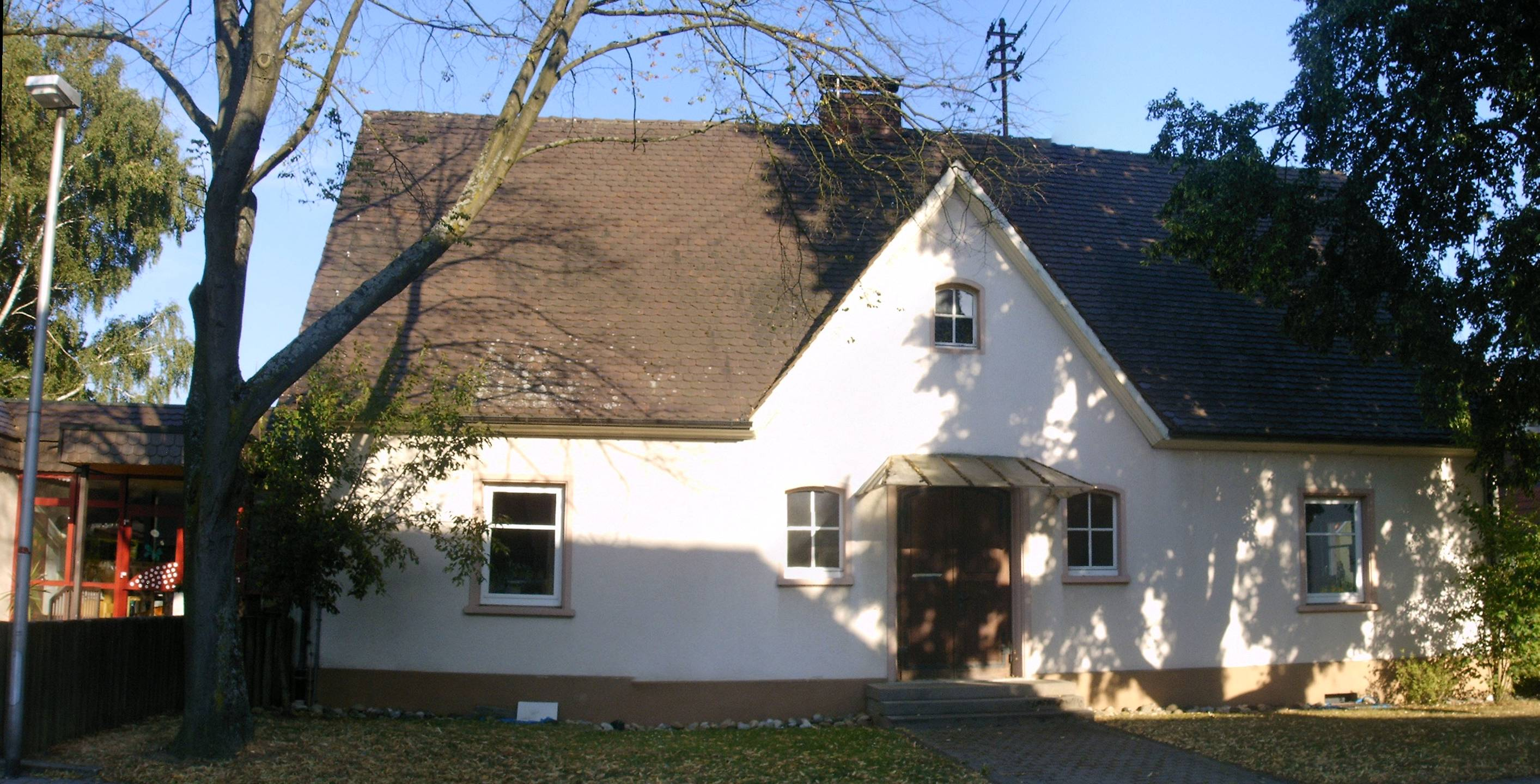
Altes Kindergartengebäude in der Lindenallee (in Betrieb bis 2008), links am Rand ein Teil des Anbaus von 1987

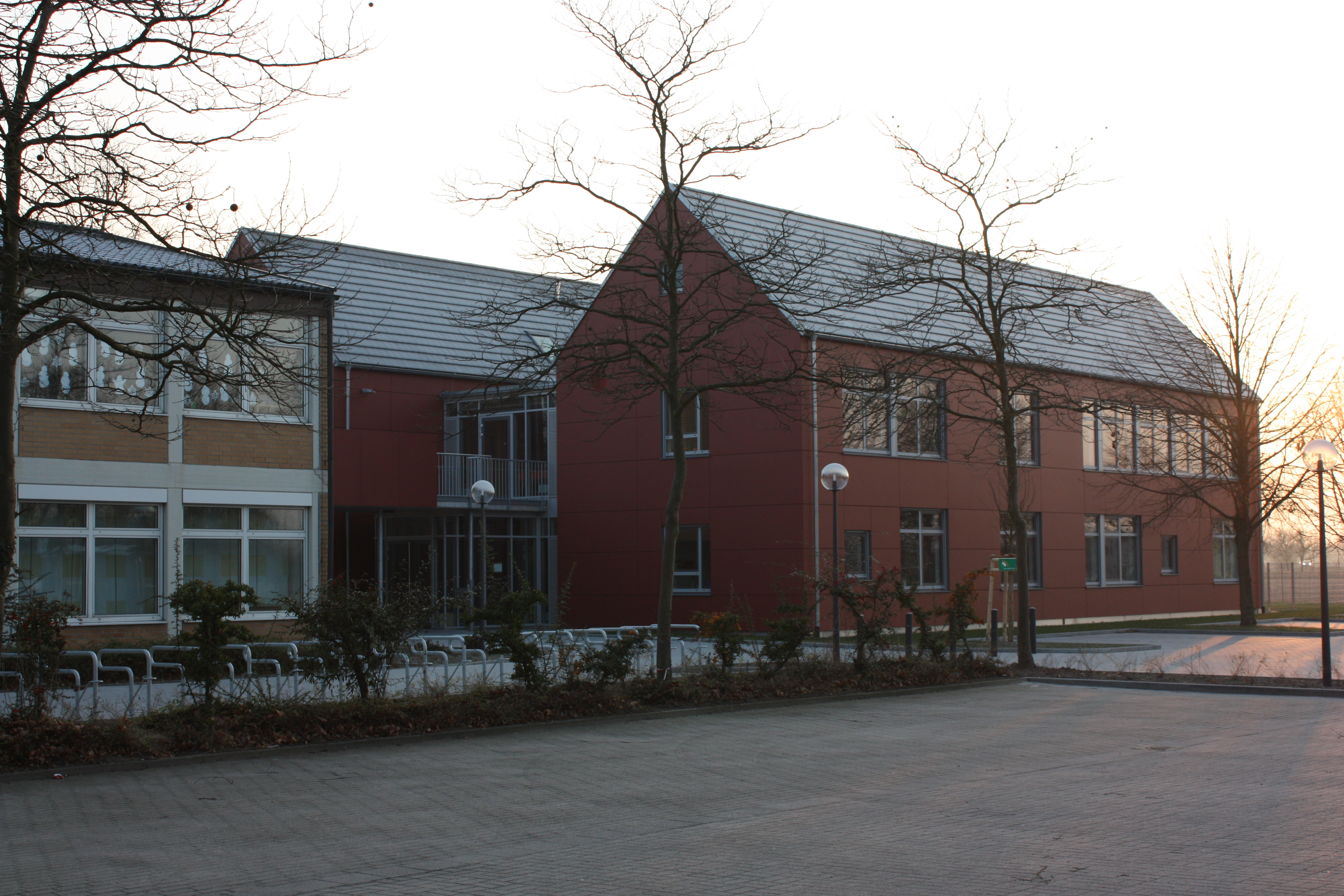
Die „Kinderschule Ottersdorf“, die den bisherigen Kindergarten im September 2008 abgelöst hat

Obwohl die Einrichtung eines Kindergartens schon seit 1907 im Gespräch war, kam es wegen Geldmangels nicht dazu. Erst 1937 wurde von der Nationalsozialistischen Volkswohlfahrt ein Kindergarten eingerichtet. Genutzt wurden Räumlichkeiten im heutigen Rathaus. Da das Personal nach einem Granatenbeschuss am 12. Dezember 1944 zu militärischen Hilfsdiensten herangezogen wurde, musste der Kindergarten schließen. Nach dem Krieg wurde er unter Leitung der katholischen Kirche neu eröffnet. Als Gebäude diente das ehemalige Heim der Hitlerjugend in der Lindenstraße. Seit der Fusion Ottersdorfs mit Rastatt 1971 wurde der Kindergarten überwiegend von der Stadt getragen. Im Zuge des Umbaus im Jahr 1987 ging die Trägerschaft endgültig an die Stadt Rastatt über.
Da die Fläche für die Zahl der Kinder nicht mehr dem Standard entsprach, wurde unter dem Projektnamen Kinderschule Ottersdorf ab 2007 in 13 Monaten Bauzeit ein neuer Kindergarten neben der Grundschule errichtet, wobei es sich laut Aussage des Ortsvorstehers um das größte kommunale Gebäude in den letzten 50 Jahren handelt. Am 8. September 2008 wurde der Betrieb aufgenommen, die offizielle Einweihung fand am 12. September statt. Zu den Einrichtungen gehören ein Mehrzweckraum sowie ein Raum, in dem die Kinder spielend Französisch lernen sollen. Der alte Kindergarten wurde abgerissen. Das Areal wurde ab 2010 mit Doppelhäusern bebaut. Das bislang dort befindliche Wahllokal wurde in das katholische Gemeindehaus verlegt.
Wegen des Mangels an Kindergartenplätzen wurde im Juni 2018 beschlossen, dass der Kindergarten ab Frühjahr 2019 für 2,9 Mio. Euro um einen weiteren Gebäudeteil erweitert wird. Das neue Gebäude soll im Herbst 2019 fertig sein und dann Platz für 20 Kinder unter drei Jahren und 100 Kinder ab drei Jahren bieten. Die Personalstärke soll von 26 auf 30 wachsen.

## Vereine
Im dörflichen Leben spielen Vereine eine erhebliche Rolle.

### Frühere Vereine
- Veteranenverein: Im 19. Jahrhundert war der bedeutendste nichtkirchliche Verein der am 6. Juni 1865 gegründete sogenannte Veteranenverein. Er nahm an verschiedenen gesellschaftlichen Veranstaltungen teil und fungierte als Kasse, die den Witwen verstorbener Mitglieder eine Prämie auszahlte. Ab etwa 1894 bis 1914 hieß er Militärverein, von 1929 bis 1935 Militär- und Kriegerverein. Anschließend wurde er im Rahmen der Gleichschaltung in Nazi-Deutschland zur Kriegerkameradschaft Ottersdorf, die letztlich bis 1939 bestand.
- Katholische Vereine: Am 22. Januar 1893 wurde der Katholische Männerverein gegründet, der in den folgenden Jahren gesellschaftliche Veranstaltungen durchführte. 1911 beteiligte er sich am Festumzug des Militärvereins. Anschließend trat er anscheinend nur noch bei Beerdigungen von Mitgliedern in Erscheinung und verschwand 1914 letztlich ganz. Es gab auch einen Katholischen Arbeiterverein, über den wenig bekannt ist. Sicher ist, dass er vor 1902 gegründet wurde und gegen 1914 verschwand.
- Sozialdemokratische und sozialistische Vereine: Im Jahr 1894 bildete sich der Pfeifenklub, der fast vollständig aus Junggesellen bestand und schon bald als sozialdemokratisch galt. Der Verein verschrieb sich nach eigenen Angaben der „Pflege gemütlichen Zusammenseins“. Er wurde offenbar von Pfarrverweser Götz „lebhaft angefeindet“, wie es in einem Bericht aus dem Jahre 1896 heißt. Dort wird auch davon berichtet, dass sich der Verein aufgelöst habe. 1933 gab es den Arbeitergesangverein „Freundschaft“, den Arbeiterfahrradverein „Solidarität“ und den Arbeiterturnverein „Frei Heil“, die später durch die Gleichschaltung unter der nationalsozialistischen Regierung zwangsweise aufgelöst wurden.
- Handwerkervereine: Am 20. November 1898 wurde vom Rastatter Gewerbeverein eine Handwerkerversammlung abgehalten, um dort die Gründung eines ähnlichen Vereins anzustoßen. Der daraus entstandene Handwerkerverein bestand über den Ersten Weltkrieg hinaus. Parallel dazu gab es als Konkurrenz den Junghandwerkerverein, der in den Jahren von 1922 bis 1934 erwähnt wird. Der Handwerkerverein hatte nie viele Mitglieder (meist um die 20) und fiel letztlich wohl der Gleichschaltung der Nazis zum Opfer.
- Vorläufer der heutigen Genossenschaftsbanken: Weiterhin gab es in den letzten Jahren des 19. Jahrhunderts Gründungen von Bauernvereinen und einem Entenzüchterverein. Zusätzlich gab es einige Genossenschaften. So gab es von 1912 bis 1953 eine Bäuerliche Bezugs- und Absatzgenossenschaft Ottersdorf, von 1922 bis 1963 eine Dreschgenossenschaft und von 1935 bis 1969 eine Milchgenossenschaft. Die beiden ersten fusionierten mit der örtlichen Genossenschaftsbank. Diese war ursprünglich auch als Verein organisiert und 1901 als Kreditverein Ottersdorf gegründet worden. 1961 wurde sie in Raiffeisenkasse Ottersdorf, 1971 in Raiffeisenbank Ottersdorf umbenannt. Von 1964 bis 1986 befand sich die Bank in einem Gebäude in der Weststraße, das heute von der evangelischen Gemeinde genutzt wird. Nach mehreren weiteren Fusionen (1976 mit Wintersdorf zur Raiffeisenbank Rastatt, 1983 mit der Volksbank Rastatt) fand die bis heute letzte Fusion statt, bei der die Volksbank Rastatt in der heutigen Volksbank Baden-Baden · Rastatt aufging. Seit 1986 hat die örtliche Bankfiliale ihren Sitz im ehemaligen Rathaus direkt bei der Kirche.
- TTF Ottersdorf: Die Tischtennisfreunde Ottersdorf, die sich 1981 konstituierten, haben sich im Mai 2011 aufgelöst. Am 24. Januar 1981 des Jahres startete man mit 45 Gründungsmitgliedern. Schon zum Jahresende hatte man 84 Mitglieder, weshalb man elf neue Tische erwarb. Die Mitgliederzahl wuchs weiter, so dass man zum zehnjährigen Bestehen schon bei rund 150 Mitgliedern war und 6 Mannschaften in allen Bereichen (Schüler, Jugend, Damen und Herren) hatte. Im Mai 2009 hatte der Verein 126 Mitglieder.[25] Eine ähnliche Anzahl hatte der Verein zum Zeitpunkt seiner Auflösung. Die Spielerzahlen waren jahrelang rückläufig und die Trainingsteilnahme mangelhaft. Im Jahr 2009 kam es zu einem Vorstandswechsel. Es existierten auch interne Spannungen und Meinungsverschiedenheiten über die Ausrichtung des Vereins. Auf der letzten außerordentlichen Mitgliedsversammlung, an der knapp zwei Dutzend Vereinsmitglieder teilnahmen, wurde eine Verschlankung des Vorstandes und eine Beitragssenkung auf 15 Euro Jahresbeitrag beschlossen. Es fand sich niemand, der bereit war, die Führung des Vereins zu übernehmen. Daher kandidierte die letzte Vereinsvorsitzende Nora Pallek erneut für das Amt, um nach dem Beschluss der Auflösung als Liquidatorin zu fungieren.[26] Nach einer Sperrfrist wurde die Auflösung im Sommer 2012 vollzogen. Das Vereinsvermögen von 8.500 Euro floss zu gleichen Teilen dem Kindergarten in Ottersdorf sowie dem Förderverein der örtlichen Grundschule zu. Lediglich 16 Spieler betrieben ihren Sport in anderen Vereinen weiter.[27]
- Billardclub Ottersdorf: Der örtliche Billardclub wurde am 22. Oktober 1970 gegründet und im Juli 2011 aufgelöst. Zu Beginn stand lediglich ein Billardtisch im Gasthaus „Zum Schwert“ zur Verfügung. Schon bald hatte der Club an die 50 Mitglieder. Schwierige Zeiten brachen für den Verein an, als man ab 1987 aus „besonderen Gründen“ gezwungen war, den Spielbetrieb in Ottersdorf selbst einzustellen und stattdessen in Rastatt zu spielen. Aber schon 1988 konnte man im Gasthaus „Zur Linde“ einen Klubraum beziehen. Mitte der 1990er Jahre musste man aus Platzmangel in einen neuen Klubraum im Gasthaus „Zum Grünen Baum“ umziehen. Zu dieser Zeit hatte der Verein über 80 Mitglieder. Der Billardclub befand sich seit Anfang 2005 in einer sehr schwierigen Situation. Sehr hohe laufende Kosten, immer weniger Interessenten am Billardsport und immer wieder schlechte Erfahrungen mit den Klubräumen. Der BCO zählte 2007 nur noch 6 Aktive. Trotz solcher Umstände gelang dem BCO wiederholt der Gewinn der Landesmeisterschaft. Die Auflösung wegen Spielermangels wurde am 6. Juli 2011 beschlossen und satzungsbedingt am 18. Juli 2011 auf einer außerordentlichen Mitgliederversammlung endgültig. Zuletzt gab es nur noch drei aktive Spieler und zwei Jugendliche im Training. Wegen krankheitsbedingter Ausfälle und Ligaregularien konnte weder eine Oberliga- noch eine Verbandsligamannschaft weitergeführt werden. Der Verein hatte bei seiner Auflösung 48 Mitglieder.[28] Die endgültige Auflösung nach einer außerordentlichen Mitgliederversammlung wurde am 29. Juli 2011 bekannt. Bei der Versammlung war nochmals die Sachlage diskutiert worden, aber es konnte keine Lösung gefunden werden. Es wurden Liquidatoren bestimmt. Das Vereinsvermögen wird dem Deutschen Sportbund überlassen, der es ausschließlich für gemeinnützige Zwecke verwenden darf.[29]

### Aktive Vereine

#### ASV Ottersdorf

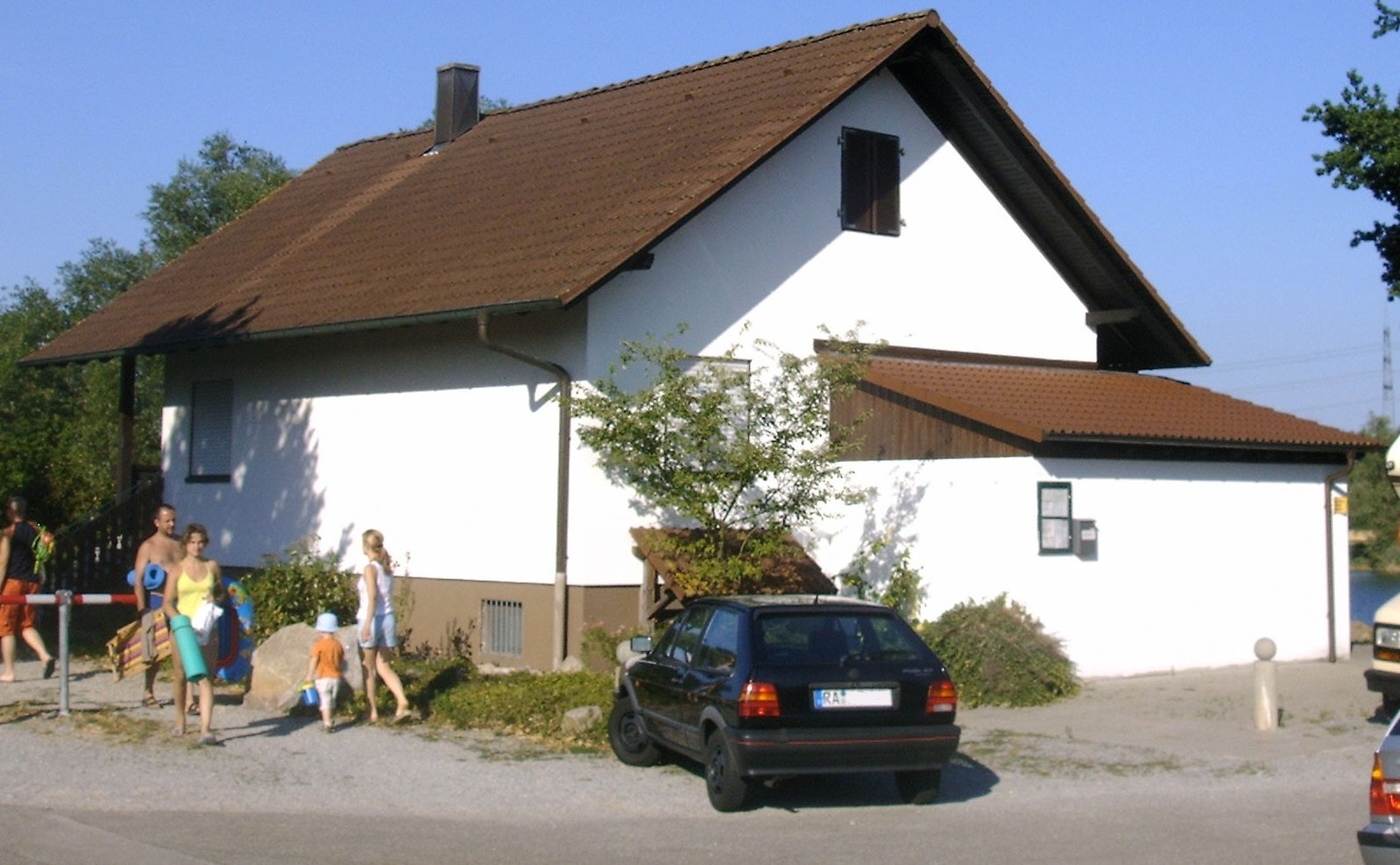
Vereinsheim des ASV Ottersdorf

Die an Angelsport interessierten Ottersdorfer gründeten im Jahr 1979 eine „Interessengemeinschaft“, die am 3. Juli 1981 bei einer Gründungsversammlung in dem neu gegründeten Angelsportverein Ottersdorf 1981 e. V. (üblicherweise kurz ASV Ottersdorf) aufging. Er etablierte sich recht schnell im Ort und beschloss schon 1986, ein Vereinsheim zu bauen. Zu dieser Zeit hatte der Verein schon über 200 Mitglieder. Allerdings dauerte es bis 1991, bis das Vereinsheim bezogen werden konnte.

#### Freiwillige Feuerwehr Ottersdorf

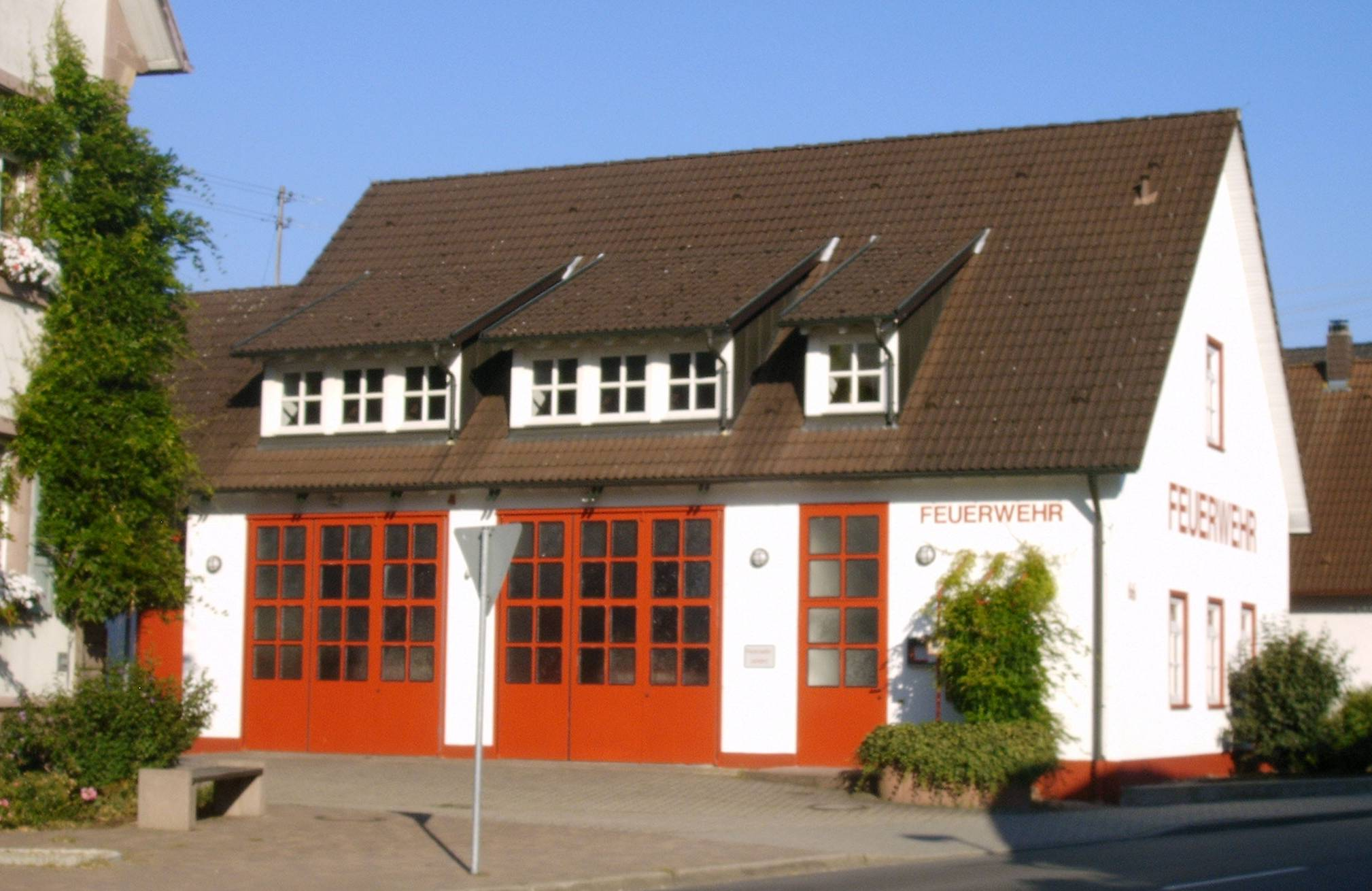
Feuerwehrhaus von 1984

Schon aus dem 16. und 17. Jahrhundert gibt es Belege, dass Brandschutzmaßnahmen getroffen wurden und die Bürgerglocke bei Bränden geläutet wurde. Wann die erste Feuerspritze angeschafft wurde, ist nicht bekannt, jedoch wird im Jahr 1819 eine solche erwähnt. Im Jahr 1852 findet sich ein Beleg für eine Feuerspritzenremise. 1868 wurde dann eine neue Feuerspritze angeschafft, die bis heute erhalten ist. Sie wurde Ende der 1980er Jahre restauriert und kommt bei festlichen Umzügen zum Einsatz.
Eine Feuerwehr wurde allerdings erst viel später eingerichtet. Erste Bestrebungen dazu sind aus dem Jahr 1894 bekannt. Aber erst am 30. Juli 1937 fand eine Gründungsversammlung statt, bei der 28 Männer beitraten. Während des Zweiten Weltkrieges mussten viele Feuerwehrmänner als Soldaten dienen, so dass eine Ersatzmannschaft mit älteren Männern sowie eine weibliche Feuerwehr mit 41 Frauen aufgestellt wurde. Seit der Eingemeindung Ottersdorfs in die Stadt Rastatt 1971 ist die Feuerwehr die Abteilung 7 der Freiwilligen Feuerwehr Rastatt.
Eine weitere Folge der Fusion war, dass ab 1977 nach und nach die im Zweiten Weltkrieg angelegten Tiefbrunnen durch Unterflurhydranten ergänzt bzw. ersetzt wurden. Heute sind noch 7 Tiefbrunnen nutzbar. Bis 1964 war die Feuerwehr in dem Gebäude des alten Rathauses untergebracht. Danach zog es in ein Nebengebäude des heutigen Rathauses um. In den Jahren 1983 und 1984 wurde dann mit Investitionen von fast einer halben Million D-Mark das heutige Feuerwehrhaus gebaut und am 18. Juli 1984 in Betrieb genommen. 1971 erhielt die Feuerwehr ein Löschgruppenfahrzeug LF 8, das nach über 30-jähriger Nutzung an die Feuerwehr im elsässischen Wintzenbach verkauft wurde, mit der seither eine grenzüberschreitende Freundschaft gepflegt wird. Seither kommt ein Löschgruppenfahrzeug LF 8/6 in Ottersdorf zum Einsatz. 1988 kam zu den Beständen der Feuerwehr noch ein Mannschaftstransportfahrzeug hinzu, das im Dezember 2014 durch ein neueres Fahrzeug ersetzt wurde.
Seit dem 25. Mai 1990 existiert zudem eine Jugendfeuerwehr, die erfolgreich Jugendarbeit betreibt. Mittlerweile sind große Teile der aktiven Mannschaft, darunter auch die letzten beiden Abteilungskommandanten und Teile des Vorstands, ehemalige Mitglieder der Jugendfeuerwehr.

#### Fußballverein Ottersdorf
Schon in den 1920er Jahren wurden in Ottersdorf Fußballspiele ausgetragen, zu der Zeit noch unter dem Dach des Turnvereins. Als offizielles Gründungsjahr des FVO – ebenfalls noch als Abteilung der Turnerschaft – gilt das Jahr 1935. Nach einer zwangsläufigen Unterbrechung des Spielbetriebs durch den Zweiten Weltkrieg wurde 1946 der Spielbetrieb wieder aufgenommen. 1951 wurde beschlossen, die Fußballabteilung auszulagern, wodurch der Fußballverein Ottersdorf entstand. 1968 baute man sich am Sportplatz ein Clubhaus. Hinzu kamen seitens der Stadt Rastatt ein zusätzlicher Hartplatz im Jahr 1972 und ein renoviertes Rasenspielfeld im Jahr 1975. In den Jahren 1966/1967 hatte der Verein eine der stärksten Mannschaften seiner Geschichte, die in die höchste Bezirksklasse aufstieg. Aber auch heute ist der FVO oft erfolgreicher als viele Clubs der Umgebung. In den letzten Jahren spielte der Verein immer wieder in der Bezirksliga. Auch im Jugendbereich hat man einige Erfolge zu verzeichnen. Eine Damenmannschaft hatte man vorübergehend Anfang der 1970er Jahre. Sie wurde 1971 Bezirksmeister, musste aber bald wieder aufgelöst werden, weil nicht genügend Spielerinnen vorhanden waren und die Kosten für Auswärtsspiele jenseits des Bezirks zu hoch gewesen wären. Von 1995 an gab es wieder eine Damenmannschaft, die allerdings in der Saison 2010/11 vom Spielbetrieb aussetzte, da mehrfach Spiele mangels einer spielfähigen Mannschaft abgesagt werden mussten.

#### Förderverein FVO
Im April 2012 wurde ein Verein zur Förderung des Fußballsports gegründet, der dem Fußballverein Ottersdorf Mittel zu dessen gemeinnützigen anerkannten Zwecken verschaffen soll. Der erste Vorsitzende ist Fabian Groß. Die Mitgliedschaft steht jedermann offen. Bis zum September 2013 war er schon auf 68 Mitglieder angewachsen.

#### Gesangsverein Freundschaft
Es finden mehrere Berichte über frühere Gesangsvereine. Diese können teilweise aber auch nur eine Abteilung des Veteranenvereins gewesen sein.
Für die Gründung des heutigen Gesangvereins kam 1899 die Idee auf, was im Jahr 1900 in die Tat umgesetzt wurde, zunächst in Form eines reinen Männerchors. 1903 weihte man die eigene Fahne und 1911 gewann man ein Wertungssingen in Renchen. Die Aktivitäten wurden vom Ersten Weltkrieg unterbrochen, da die meisten Mitglieder zum Militär mussten. Letztlich kehrten 22 von ihnen nicht mehr zurück. Der Verein nahm seine Aktivitäten aber nach dem Krieg wieder auf, wurde aber 1933 verboten, da er dem Arbeiter-Sängerbund angehörte und damit von dem Nazi-Regime als sozialistisch eingestuft wurde. Erst 1938 gelang die Neugründung des Vereins. Im Zweiten Weltkrieg verlor der Verein 11 seiner Mitglieder. 4 weitere waren vermisst. In der Nachkriegszeit wurden die Aktivitäten schon am 18. August 1946 wieder aufgenommen. Seither betreibt der Verein seine Arbeit im Ort. Seit 1969 singen auch Frauen mit.
In den letzten Jahren hat der Chor zunehmend mit Nachwuchssorgen zu kämpfen. Im Jahr 2000 gab es noch 42 Sänger und 21 Sängerinnen, die im Verein aktiv waren. Bis Ende 2013 sank die Zahl auf 13 Sängerinnen und 12 Sänger. Die Gesamtmitgliederzahl betrug zu diesem Zeitpunkt 192, darunter 48 Ehrenmitglieder.

#### Herzgruppe Rastatt
Dieser Verein wurde am 16. September 1978 in Ottersdorf als Koronargruppe Rastatt gegründet, um Sport für Infarktpatienten anzubieten. Obwohl nicht direkt ein Ottersdorfer Verein, betrieb er besonders in den ersten Jahren die meisten seiner Aktivitäten in Ottersdorf. Er verfügt heute über mehr als 100 Mitglieder. 1983 schloss er sich mit anderen Gruppen aus der Umgebung zur Arbeitsgemeinschaft Ambulante Herzgruppen Landkreis Rastatt – Stadtkreis Baden-Baden zusammen.

#### Ottersdorfer Kirchenchor (Cäcilienverein)
Offenbar hatte Ottersdorf schon früh über lange Zeiten einen guten Kirchenchor, da sich viele Belege dazu aus dem 19. Jahrhundert finden lassen. Eine Rechnung für Singerstühle aus dem Jahr 1727 deutet darauf hin, dass es wohl schon viel früher Kirchenmusik im Ort gab.
Die ersten Dokumente über einen zur katholischen Gemeinde St. Ägidius Ottersdorf gehörenden Kirchenchor stammen aus dem Jahr 1893. Seither sind nahezu lückenlos Aufzeichnungen über die Aktivitäten des Vereins erhalten, der ohne Unterbrechung auch durch die Weltkriege hindurch aktiv blieb. Anfänglich übernahmen die Lehrer im Ort die Chorleitung. Da man 1928 niemand Geeignetes mehr dafür finden konnte, übernahm der Vorstand selbst die Chorleitung. Nach dem Zweiten Weltkrieg wurde die Chorleitung immer wieder von Kirchenmusikern übernommen, aber auch von eigenen Mitgliedern. Seit 1987 hat der Chor eine Theatergruppe, die alle zwei Jahre ein neues Stück aufführt.

#### Kleintierzuchtverein C 959 Ottersdorf
Ende des 19. Jahrhunderts gab es schon einmal einen Entenzüchterverein, der aber bald wieder verschwand.
Der Kleintierzuchtverein wurde am 8. März 1958 gegründet und nahm noch im gleichen Jahr an einer Lokalschau teil. 1972 wurde ein Vereinsheim gekauft, das auf einem gepachteten Gelände errichtet wurde. 1979 konnte der Verein dann das Gelände selbst erwerben. In seiner Geschichte war der Verein bei zahlreichen Kreisschauen erfolgreich. Weithin bekannt ist er für sein Hähnchenfest, das 1983 erstmals durchgeführt wurde.

#### Musikverein Ottersdorf
Im Laufe des späten 18. sowie dem ganzen 19. Jahrhundert finden sich Berichte über Musikkapellen in Ottersdorf, die zu unterschiedlichen Anlässen spielten. Diese Belege verlieren sich zum Ersten Weltkrieg hin, wohl weil die Mitglieder der Kapellen schon alt oder verstorben waren.
1925 beschlossen sechs junge Männer aus Ottersdorf, ein Darlehen über 900 Reichsmark aufzunehmen und sich dafür Instrumente zu kaufen, um eine Musikkapelle zu gründen. Der daraus entstandene Musikverein hatte schon 4 Monate nach Gründung seinen ersten Auftritt und war bis zum Zweiten Weltkrieg aktiv. Der letzte Auftritt fand am 3. September 1939 statt; fast genau ein Jahr später, am 2. September 1940, trafen sich die Mitglieder letztmals. Nach Absprache mit der französischen Militärregierung konnte am 29. Mai 1948 die Wiedergründung des Musikvereins Ottersdorf stattfinden. Ab 1950 wurden auch passive Mitglieder aufgenommen, 1955 wurde man zu einem eingetragenen Verein. Ab 1978 gab es auch eine aktive Mitgliedschaft für Musikerinnen und es wurde zunehmend Jugendwerbung durchgeführt. Im Jahr 2022 hatte ca. 260 Mitglieder. Das Stammorchester hatte 54 Musiker.

#### Obst- und Gartenbauverein
Der Obst- und Gartenbauverein wurde ursprünglich im Jahr 1937 gegründet. Auch er musste im Zweiten Weltkrieg seine Aktivitäten einstellen, wurde aber am 31. Mai 1957 neu gegründet und ist seither durchgehend im Ort aktiv. Heute zählt er über 150 Mitglieder.

#### Tennisclub „Rot-Gold Ottersdorf“
Obwohl erst am 9. April 1981 gegründet, konnte der Verein dank des Engagements der Mitglieder schon 1983 auf zwei eigenen Plätzen spielen. 1984 kam das Clubhaus hinzu. Auch sportliche Erfolge konnte man erzielen. So wurde man 1988 Meister in der 1. Kreisklasse und stieg in die 2. Kreisliga auf. Dort schaffte das Team als Vizemeister wiederum den Aufstieg in die 1. Kreisliga. Ebenfalls im Jahr 1989 wurde die Juniorenmannschaft des Vereins ungeschlagen Gruppensieger. Im Jahr darauf gelangen wiederum Plätze in der oberen Hälfte. Im Jahr 2017 hatte der Verein 94 Mitglieder.

#### Turnerschaft Ottersdorf
Die 1926 gegründete Turnerschaft ist ein Traditionsverein des Ortes und auch Keimzelle des späteren Fußballvereins. Er konnte seine Aktivitäten bis 1939 aufrechterhalten, was danach aber unmöglich wurde, weil fast alle aktiven Sportler eingezogen wurden. Insgesamt 37 Mitglieder waren bei Kriegsende tot oder als vermisst gemeldet. Nachdem die Besatzungsmächte 1948 den Verein wieder zuließen, nahm man die Aktivitäten wieder auf. Verschiedene sportliche Erfolge stellten sich über die Jahre ein, darunter badische Meisterschaften und Teilnahmen bei deutschen Meisterschaften. Seit 1974 ist man auch vermehrt in der Leichtathletik aktiv. Mittlerweile haben Ottersdorfer Athleten an Länderkämpfen teilgenommen, einige badische Meisterschaften gewonnen und mehrere hunderte Kreismeistertitel eingeheimst. Zu Beginn des Jahres 2021 hatte der Verein 822 Mitglieder.

#### VdK Ortsgruppe Ottersdorf
Der Verband der Kriegs- und Wehrdienstopfer (VdK) wurde nach dem Zweiten Weltkrieg als Selbsthilfeorganisation gegründet, so auch die Ortsgruppe Ottersdorf. Am 24. Februar 1951 fand die Gründungsversammlung im Gasthaus „Zum Goldenen Schwert“ statt. Anfänglich hatte man 26 Mitglieder, was bis 1965 auf die Zahl von 82 anwuchs, was gleichzeitig auch den Höchststand markierte. Seitdem sinkt die Zahl der Mitglieder, vor allem durch zahlreiche Todesfälle. 1993 hatte der Verein lediglich noch 44 Mitglieder.

## Wirtschaft
Neben dem Mercedes-Benz-Werk in Rastatt, das teilweise auf Ottersdorfer Gemarkung liegt, gibt es in Ottersdorf einige mittelständische Betriebe. Das kleine Gewerbegebiet beherbergt:
- Als größtes Unternehmen die Lawo AG, Hersteller digitaler Mischpulte und Kreuzschienen für Rundfunk, Fernsehen, Theater und Beschallung. Das 1970 gegründete Unternehmen beschäftigt heute weltweit ca. 170 Mitarbeiter.
- Das Bauunternehmen Himmel wurde 1906 gegründet und ist seit 1975 im Industriegebiet Ottersdorf angesiedelt. Es beschäftigt heute über 20 Mitarbeiter.

Die Volksbank Baden-Baden Rastatt war im Ort mit einer Filiale vertreten, die jedoch seit 1. April 2018 nur noch eine Selbstbedienungsfiliale war, in der auf Terminvereinbarung Beratung angeboten wurde. Mittlerweile (Stand: 2022) ist die Filiale komplett geschlossen worden. Die Sparkasse Rastatt-Gernsbach hatte bis 2018 ebenso eine Filiale im Ort. Diese war jedoch schon seit Dezember 2015 eine reine Selbstbedienungsfiliale ohne Personal und wurde am 29. April 2018 endgültig geschlossen, da die Dienstleistungen immer weniger genutzt wurden.

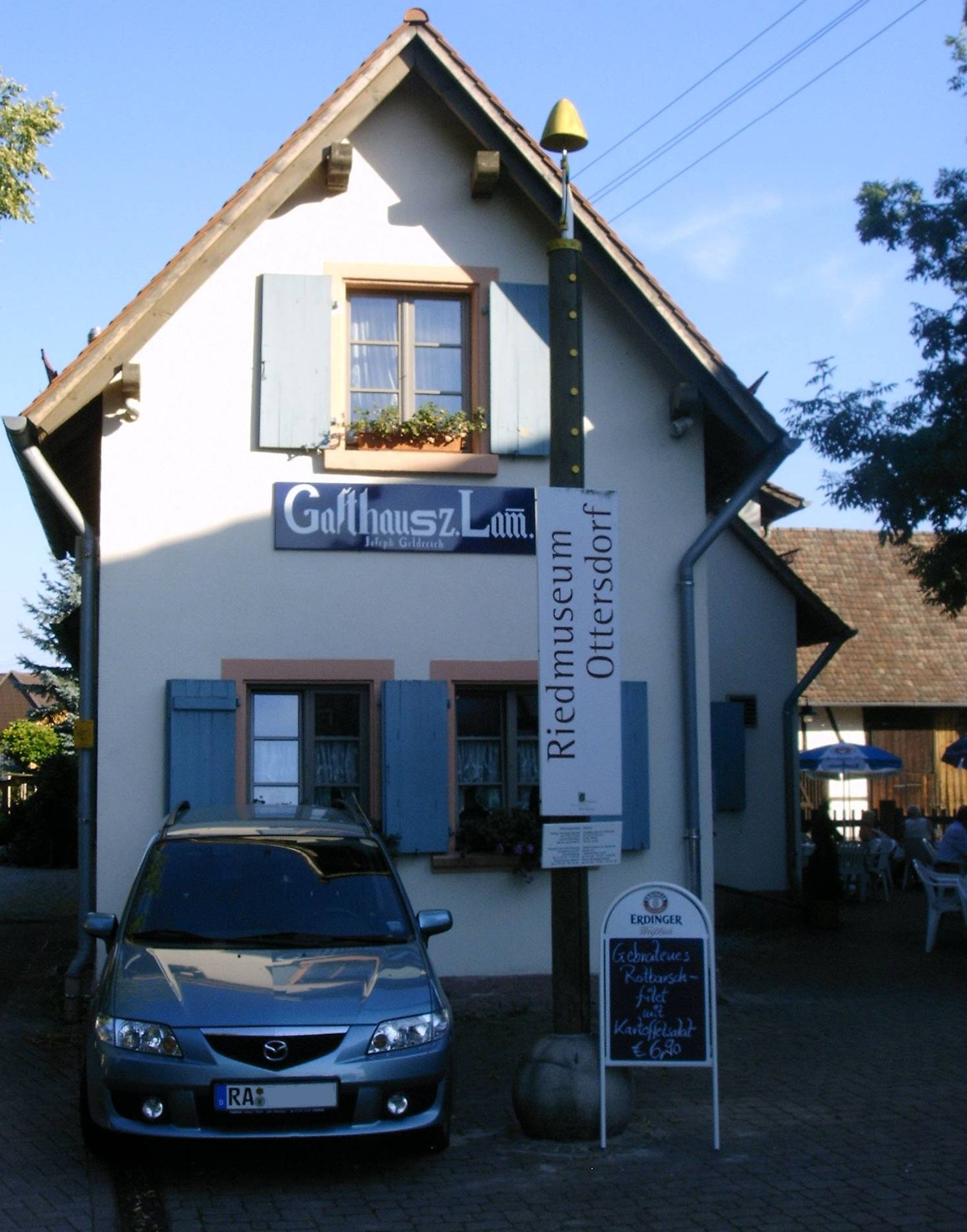
Gasthaus Zum Lamm und Eingang des Riedmuseums

Ottersdorf verfügt derzeit (Stand 2023) über vier Gaststätten.